# Týn-templom

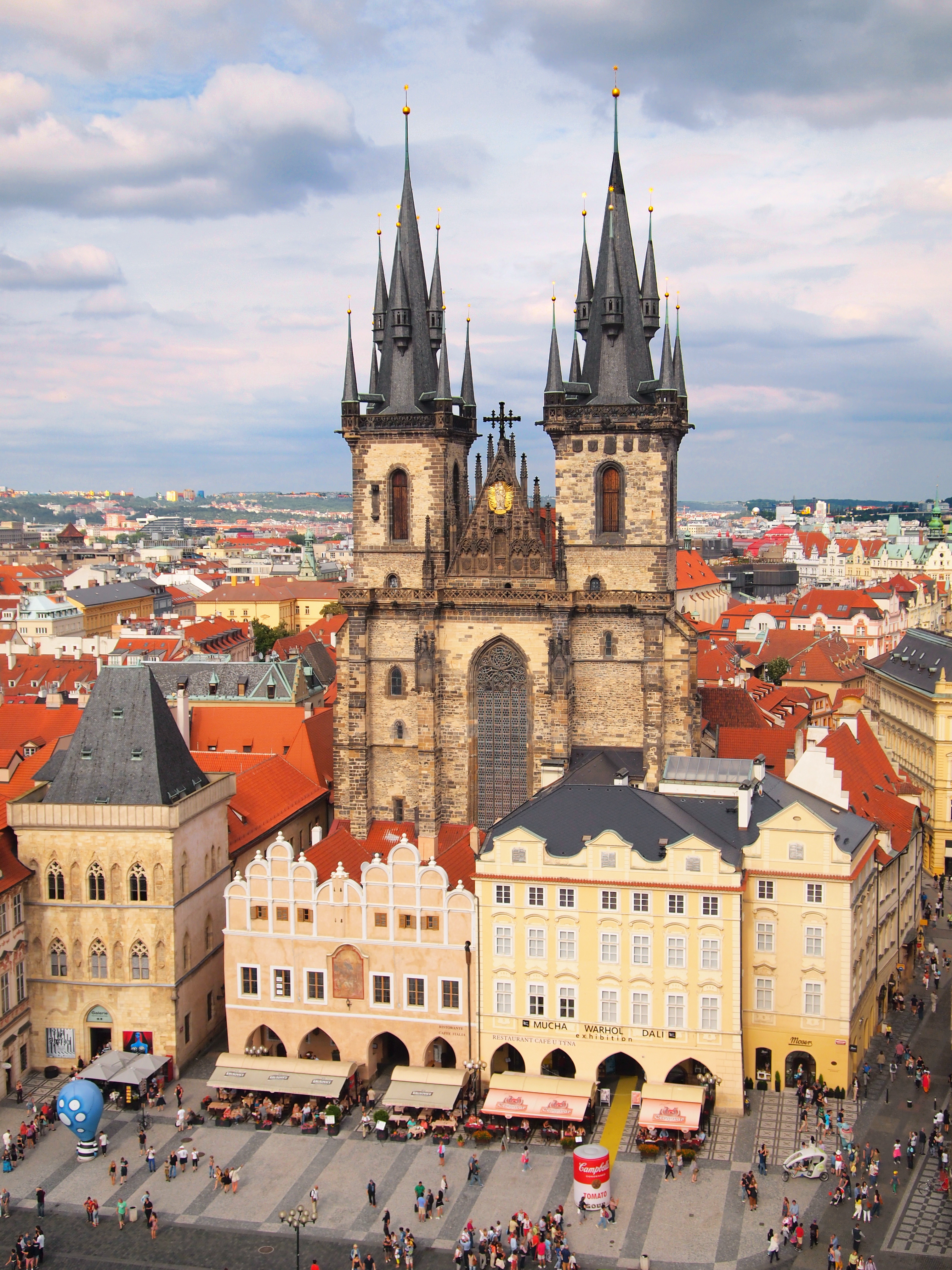

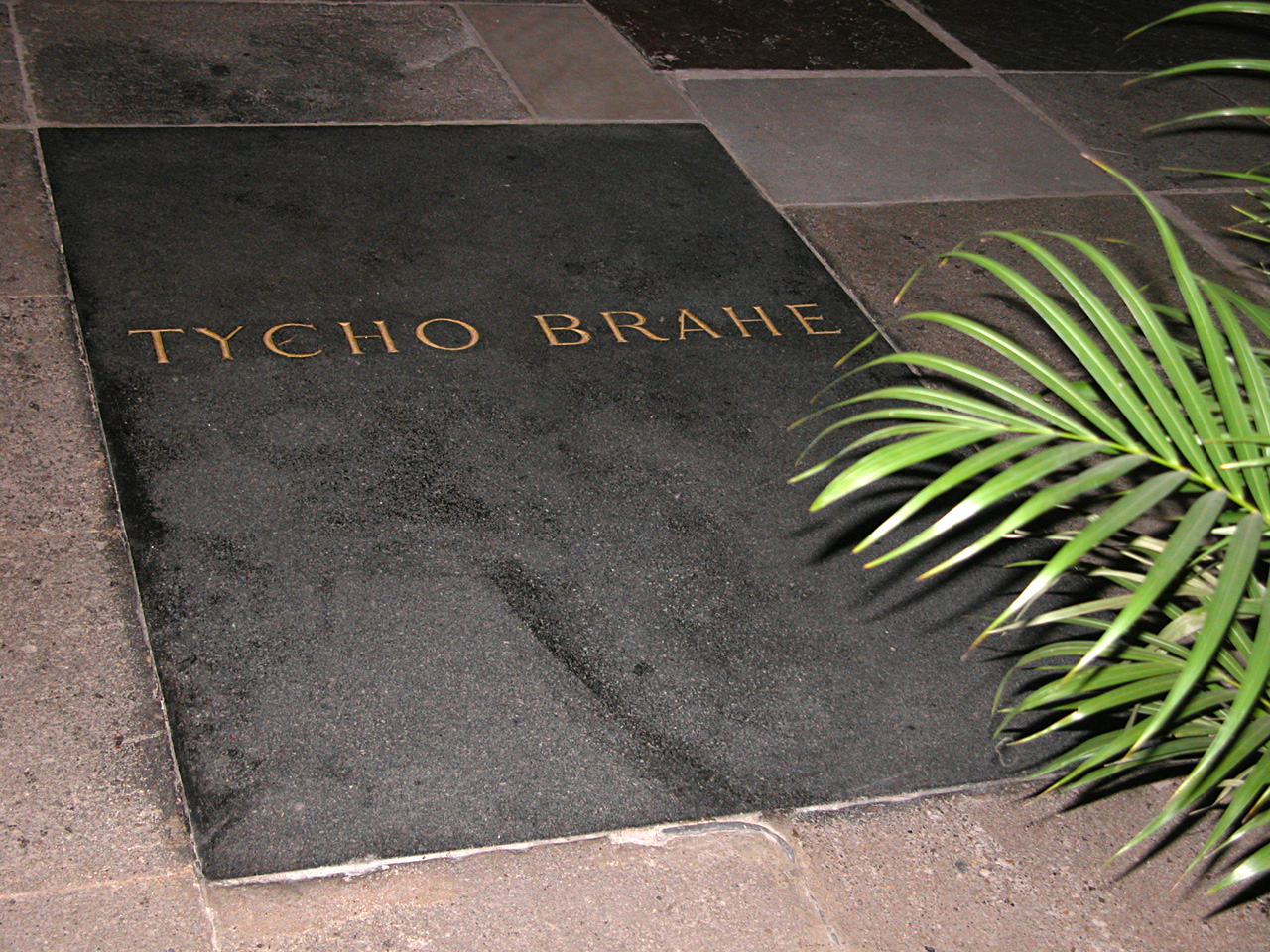
Tycho Brahe sírja a Týn-templomban

A Týn-templom (teljes nevén Týn előtti Boldogasszony temploma; csehül a köznyelvben Týnský chrám, illetve kostel Matky Boží před Týnem, hivatalos nevén kostel Panny Marie před Týnem) háromhajós gótikus templom Prága óvárosában, az Óváros tér és a Celetná utca sarkán, tehát az Óváros tér és a Týn-udvar között. Főbejárata előtt áll a Týn-iskola és a Fehér Orrszarvú-ház, maga a főbejárat a házak mögötti szűk udvarról nyílik (Szombathy). Nevét a régi piactérről kapta; a  Týn csehül piacot jelent (Idegenvezető, 20. old.). Prága egyik jelképe, a város legtöbb pontjáról jól látható.

## Története
A 14. század közepén alapított templom helyén korábban egy kis román stílusú kápolna, majd egy, a mostaninál ugyancsak jóval kisebb korai gótikus templom állt a Týn-udvar melletti ispotály részeként — az 1300-as években ez volt a város gazdasági központja. Az épület a mai formáját lényegében 1365-ben nyerte el; építésében Peter Parler is részt vett.
A 15. században ez lett a kelyhesek főtemploma; innen irányította az egyházi reformokat Jan Rokycana huszita érsek, akit itt is temettek el 1471-ben (Idegenvezető, 20. old.). A fehérhegyi csata után (1621-ben) a templomot visszakapták a katolikusok (Barangoló, 54. old.), majd ide temették Tycho Brahe dán csillagászt, II. Rudolf asztronómusát (Idegenvezető, 21. old.). Síremléke (1601) a főoltártól jobbra áll (Szombathy). Ugyancsak itt nyugszik Tycho barátja, Jeszenszky János.
1679-ben tűz pusztított a főhajóban: A beomlott boltozatot barokk stílusban építették újjá. A homlokzatot a 18. században barokk stílusban átépítették, majd a 19. században egy emelettel magasították.

## Az épület
A háromhajós, gótikus templom Prága egyik legjelentősebb gótikus műemléke (Szombathy). Különleges, 80 méter magas „kettős tornyát” apró fiatornyok díszítik, ezzel fokozva a templom egyedi megjelenését. Az Ádámot és Évát jelképező két, egyenként 80 m magas torony közül a déli szemmel láthatóan szélesebb.
Az északi oldalán húzódó szűk utcácskára nyíló kapu eredeti; még Peter Parler műhelyében készült 1390 körül (Szombathy). A díszes timpanon Krisztus szervedéseit jeleníti meg (Idegenvezető, 21. old.).

## Berendezése
A templomban három kórust alakítottak ki.
A főoltár hatalmas képét Karel Škréta festette 1649-ben.
Figyelemre méltó berendezési tárgyai:
- a gótikus szószék,

- a 15. század elején készült gótikus kálvária,

- a késő gótikus kőbaldachin, Matěj Rejsek munkája

- Prága legrégibb, épen megmaradt ón keresztelő medencéje,

A tornyokból remek kilátás nyílik a városra.

## Látogatása
- márciustól októberig:
  - hétfőnként 11:00–18:00,
  - egyéb napokon 9:00–18:00;

- novembertől februárig:
  - hétfőnként 11:00–17:00,
  - egyéb napokon 9:00–17:00 (Barangoló)